# Radio America
Radio America (A Prairie Home Companion) è un film del 2006 di Robert Altman. È l'ultima opera diretta dal regista.
La struttura del film riprende la narrazione a più voci che il regista aveva utilizzato nel 1975 in un altro film musicale, Nashville.

## Trama
La storia è quella di una piccola stazione radio del Minnesota che trasmette lo stesso spettacolo di musica e pubblicità da moltissimi anni; i protagonisti, sempre gli stessi, sono ormai anziani. Questi ultimi mantengono sempre la stessa formula anacronistica, ma con un pubblico affezionato, e mantengono delle ormai rare umanità e capacità di improvvisazione tragicomica. Ma la radio viene assorbita da una grossa compagnia che decide di liquidare tutto il personale, chiudere la frequenza e demolire il teatro dal quale lo show viene trasmesso. Si assiste quindi alla messa in onda dell'ultimo spettacolo seguendo l'evolversi della serata attraverso i vari personaggi coinvolti nello show.

## Colonna sonora
Il 23 maggio 2006 è stata pubblicata la colonna sonora A Praire Home Companion, prodotta dalla New Line Records.

### Tracce
1. Tishomingo Blues – Garrison Keillor
2. Gold Watch & Chain – Garrison Keillor e Meryl Streep
3. Mudslide – The Guys All-Star Shoe Band
4. Let Your Light Shine On Me – Garrison Keillor, Robin & Linda Williams, Prudence Johnson (written by Blind Willie Johnson)
5. Coffee Jingle – Garrison Keillor & Jearlyn Steele
6. Summit Avenue Rag – The Guys All-Star Shoe Band
7. Guy's Shoes – The Guys All-Star Shoe Band
8. Whoop-I-Ti-Yi-Yo – Woody Harrelson e John C. Reilly
9. Coming Down From Red Lodge – The Guys All-Star Shoe Band
10. You Have Been A Friend To Me – L.Q. Jones
11. Old Plank Road – Robin & Linda Williams
12. My Minnesota Home – Meryl Streep e Lily Tomlin
13. A Bunch of Guys – The Guys All-Star Shoe Band
14. Slow Days Of Summer – Garrison Keillor
15. Frankie & Johnny – Lindsay Lohan
16. Waitin' For You – The Guys All-Star Shoe Band
17. Jens Jensen's Herring – The Guys All-Star Shoe Band
18. Red River Valley – Garrison Keillor & Jearlyn Steele
19. Strappin' the Strings – The Guys All-Star Shoe Band
20. Goodbye To My Mama – Meryl Streep & Lily Tomlin
21. Bad Jokes – Woody Harrelson e John C. Reilly
22. The Day Is Short – Jearlyn Steele
23. Atlanta Twilight – The Guys All-Star Shoe Band
24. Red River Valley / In The Sweet By And By – Cast Ensemble
25. Guy Noir – The Guys All-Star Shoe Band